# دنیله ریگی
دنیله ریگی (ایتالیایی: Daniele Righi؛ زادهٔ ۲۸ مارس ۱۹۷۶) دوچرخه‌سوار اهل ایتالیا است. وی در مسابقات تور دو فرانس و جیرو دیتالیا شرکت کرده است.